# Heckler & Koch G3
Heckler & Koch G3 (Gewehr 3) là súng trường chiến đấu sử dụng đạn 7.62×51mm NATO, được phát triển vào những năm 1950 bởi nhà sản xuất vũ khí Đức Heckler & Koch (H&K) phối hợp với nhà sản xuát vũ khí quốc doanh Tây Ban Nha CETME (Centro de Estudios Técnicos de Materiales Especiales). Nó cũng là nền tảng để phát triển ra một trong những khẩu súng tiểu liên nổi tiếng nhất thế giới là Heckler & Koch MP5.

## Lịch sử
Nguồn gốc của khẩu súng này có thể được bắt nguồn từ những năm cuối của Thế chiến II khi các kỹ sư của Mauser tại Tập đoàn Phát triển Vũ khí Hạng nhẹ (Abteilung 37) tại Oberndorf am Neckar đã thiết kế MKb Gerät 06 (Maschinenkarabiner Gerät 06 hoặc "Súng Cạc-bin số 06" ), súng trường tấn công nguyên mẫu sử dụng cỡ đạn 7.92×33mm Kurz trung gian, mẫu Gerät 06 sử dụng cơ chế bệ lùi ngắn có khóa con lăn ban đầu được điều chỉnh từ súng máy MG 42 nhưng với nòng súng cố định. Gerät 06 sau này đã được phát triển thành StG 44 (Sturmgewehr 44 hoặc Súng trường tấn công 44). 
Sau đó các kỹ sư nhận thấy một số bộ phận của súng có thể bỏ qua hoặc tiêu giảm, kết quả là sự ra đời của khẩu 06H Gerät hay còn được biết đến với tên gọi STG 45 (Sturmgewehr 45, tạm dịch Súng trường tấn công 45). Tuy nhiên nó không được sản xuất hàng loạt và thế chiến đã kết thúc trước khi những khẩu súng trường sản xuất đầu tiên được hoàn thành.
Các kỹ sư Đức liên quan đến việc phát triển StG 45 (M) đã được đưa đến làm việc tại CEAM (Center d'Etudes et binhrmement de Mulhouse) ở Pháp. Cơ chế StG 45 (M) đã được Ludwig Vorgrimler và Theodor Löffler sửa đổi tại cơ sở Mulhouse trong khoảng năm 1946 đến 1949. Ba phiên bản đã được chế tạo, dùng đạn .30 Carbine, 7.92×33 mm Kurz cũng như loại đạn thử nghiệm 7.65×35 mm của Pháp được phát triển bởi Cartoucherie de Valence vào năm 1948. Loại đạn 7,5 x 38 mm với một phần bằng nhôm cũng đã được tính đến trước khi bị loại bỏ vào năm 1947. Thiết kế của Löffler, được chỉ định là Carabine Mitrailleuse Modèle 1950, được giữ lại để thử nghiệm trong số 12 nguyên mẫu khác nhau được thiết kế bởi CEAM, MAC, và Manufacture d'armes de Saint-Étienne... Các mẫu súng trên có tham gia vào chiến tranh Đông Dương, tuy nhiên Pháp đã hủy bỏ việc đưa vào biên chế chính thức vì lý do tài chính.
Năm 1950, Vorgrimler chuyển đến Tây Ban Nha, nơi ông đã tạo ra khẩu súng trường LV-50 được sử dụng loại đạn Kurz và sau đó, viên đạn CETME M53 dùng đạn 7,92×40mm. Tại thời điểm này, nó được đổi tên thành Modelo 2. Modelo 2 đã thu hút sự chú ý của Bộ đội Biên phòng Tây Đức (Bundesgrenzschutz), đã tìm cách trang bị lại cho lực lượng phòng thủ quốc gia mới thành lập. Vì không chấp nhận một loại đạn ngoài đặc điểm kỹ thuật của NATO, người Đức đã yêu cầu CETME phải tương thích với đạn 7,62×51mm NATO. 2 loại đạn này tương tự nhau về đầu đạn nhưng có chiều dài và năng lượng giảm đi. Kết quả là sự ra đời của CETME Model A và sau đó là CETME Model B với một số sửa đổi, một trong số đó súng có khả năng bắn từ thoi nạp đạn đóng trong cả chế độ bán tự động lẫn tự động. Súng có ốp lót tay dạng tấm kim loại đục lỗ mới, nòng dài hơn với khả năng phóng lựu đạn súng trường cỡ 22 mm. Năm 1958, khẩu súng trường này được chấp nhận đưa vào sử dụng cho Quân đội Tây Ban Nha với tên Modelo 58, sử dụng đạn 7.62×51mm CETME.
Năm 1956, Lực lượng Quốc phòng Liên bang Đức đã hủy bỏ kế hoạch mua súng trường CETME, thay vào đó lại sử dụng FN FAL (G1) do Bỉ sản xuất. Tuy nhiên, Quân đội Tây Đức mới thành lập (Bundeswehr) đã thể hiện sự quan tâm và sớm mua một số súng trường CETME (7.62×51mm NATO) để thử nghiệm thêm. CETME, được gọi là Automatisches Gewehr G3 theo danh pháp của Đức, đã cạnh tranh thành công với SIG SG 510 (G2) của Thụy Sĩ và AR-10 (G4) của Mỹ để thay thế súng trường G1 rất được ưa chuộng trước đây. Năm 1956, Bundeswehr bắt đầu thử nghiệm mở rộng quân đội với 400 khẩu súng trường CETME. Heckler & Koch đã thực hiện một số thay đổi cho súng trường CETME. Vào tháng 1 năm 1959, Bundeswehr chính thức chấp thuận đưa vào biên chế CETME với một số cải tiến về mặt kỹ thuật. Chính phủ Tây Đức muốn súng trường G3 được sản xuất theo giấy phép ở Đức; việc mua G1 trước đây đã rơi vào sự từ chối của FN để cấp giấy phép như vậy. Trong trường hợp của G3, công ty Nederlandse Wapen en Munitiefabriek (NWM) của Hà Lan nắm giữ quyền sản xuất và bán giấy phép thiết kế CETME ngoài Tây Ban Nha. Để có được giấy phép sản xuất, chính phủ Tây Đức đã cung cấp các hợp đồng của NWM để cung cấp cho Không quân Đức (Luftwaffe) loại pháo 20 mm. Việc sản xuất khẩu G3 sau đó được giao cho Rheinmetall và H & K. Các công ty đã cải tiến không ngừng mẫu súng này, để nó thể hiện được sức mạnh và uy lực của loại đạn 7,62x51mm NATO. Năm 1969, Rheinmetall đã bỏ việc sản xuất G3 để trao đổi với H & K một số điều khoản về việc bán súng máy MG3. Sau năm 1977, chính phủ đã nhượng lại quyền sở hữu cũng như bán độc quyền G3 cho H & K.
Mẫu sản xuất ban đầu của súng trường G3 khác biệt đáng kể so với các mẫu gần đây hơn; súng trường ban đầu có các điểm ruồi kiểu đóng (có hai khẩu độ), chân chống hạng nhẹ có thể gấp được, tay cầm bằng thép tấm được đóng dấu, đệm má gỗ (gắn trên báng tiêu chuẩn) hoặc báng súng kim loại. Trước khi giao cho Bundeswehr, mỗi khẩu G3 đã được kiểm tra chức năng, vạch ra đường ngắm và bắn thử nghiệm tại nhà máy. Trong quá trình đó, năm phát súng đã được bắn vào mục tiêu ở cự ly 100 mét (109 thước) với độ chính xác đáng kinh ngạc. 5 viên đạn không thể vượt quá đường kính 120 mm (4,7 in) (1,2 triệu / 4,13 MOA). Súng đã được hiện đại hóa trong suốt thời gian sử dụng (trong số các sửa đổi nhỏ khác, nó sử dụng kính ngắm mới, nòng giảm thanh ẩn tia lửa khác nhau...), tạo ra các mẫu sản xuất gần đây nhất, G3A3 (với một báng polymer cố định) và G3A4 (báng kim loại). Súng trường tỏ ra thành công trên thị trường xuất khẩu, được thông qua bởi lực lượng vũ trang của hơn 40 quốc gia. Trong đó, 18 quốc gia đã đảm nhận việc sản xuất G3 trong nước theo giấy phép. Các nhà sản xuất vũ khí được biết đến bao gồm: Pháp (MAS), Hy Lạp (Công nghiệp vũ khí Hellenic), Iran (Tổ chức công nghiệp quốc phòng), Luxembourg (Luxemburg Defense Technologie), Mexico, Myanmar, Na Uy (Kongsberg Våpenfabrikk), Pakistan (Pakistan Ordnance Factories), Bồ Đào Nha (FBP), Ả Rập Saudi, Thụy Điển (Husqvarna Vapenfabrik AB và FFV Carl-Gustaf ở Esk Whileuna), Thái Lan, Thổ Nhĩ Kỳ (MKEK) và Vương quốc Anh (Hoàng gia Anh).
Bundeswehr đang nghiên cứu cải tiến súng trường G3 của họ vào những năm 1990 với một vài cải tiến khi thay thế súng trường G3 bằng Heckler & Koch G36. Hiện tại (2018) hàng trăm ngàn khẩu súng trường biến thể hiện đại hóa G3A3A1, G3A4A1 và G3KA4A1 được nhân viên Bundeswehr duy trì và giữ trong kho dự trữ hoặc có sẵn trong kho vũ khí nhỏ của quân đội.

## Các quốc gia sử dụng

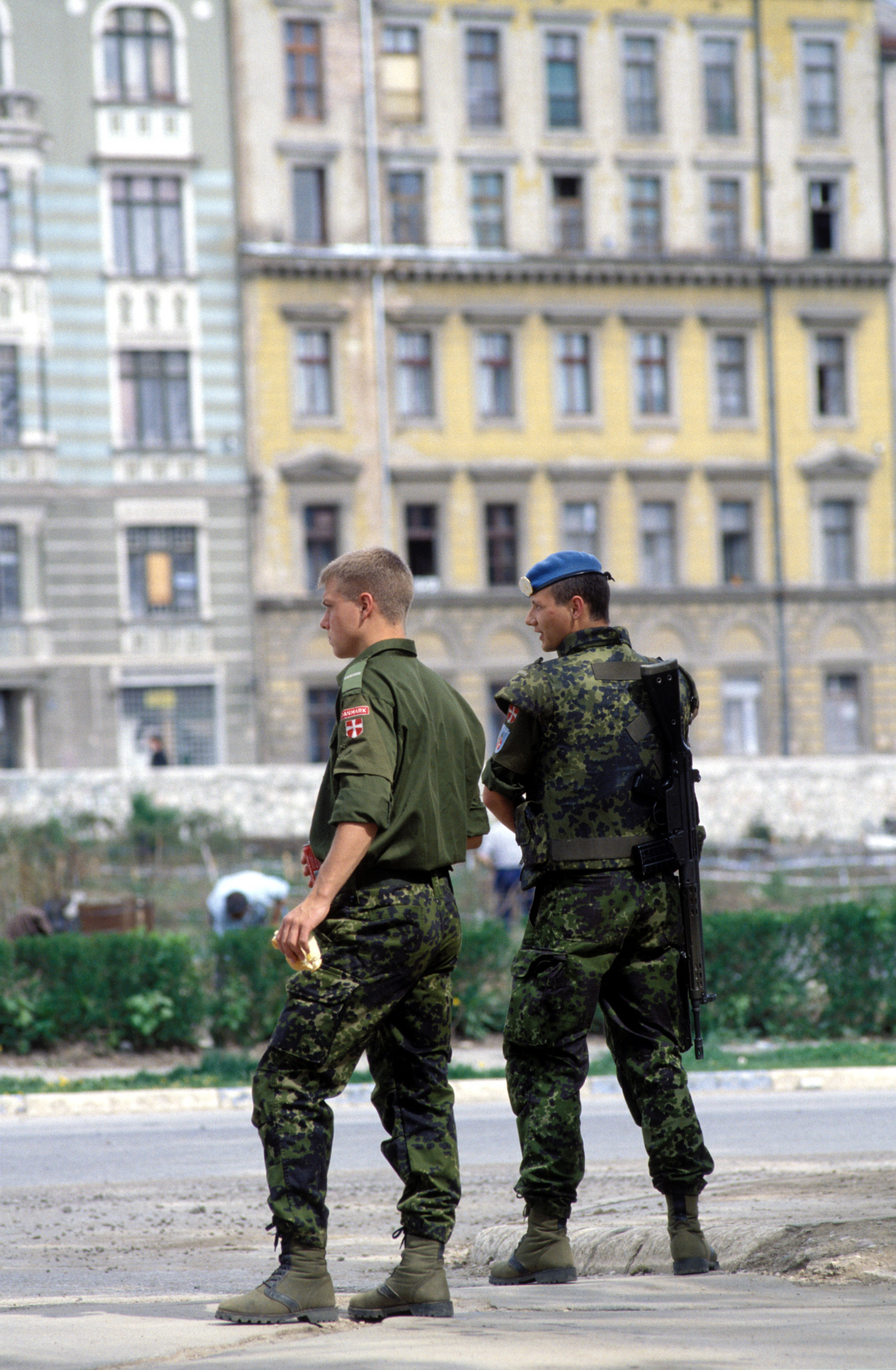
Lính Đan Mạch với biển thể G3A5

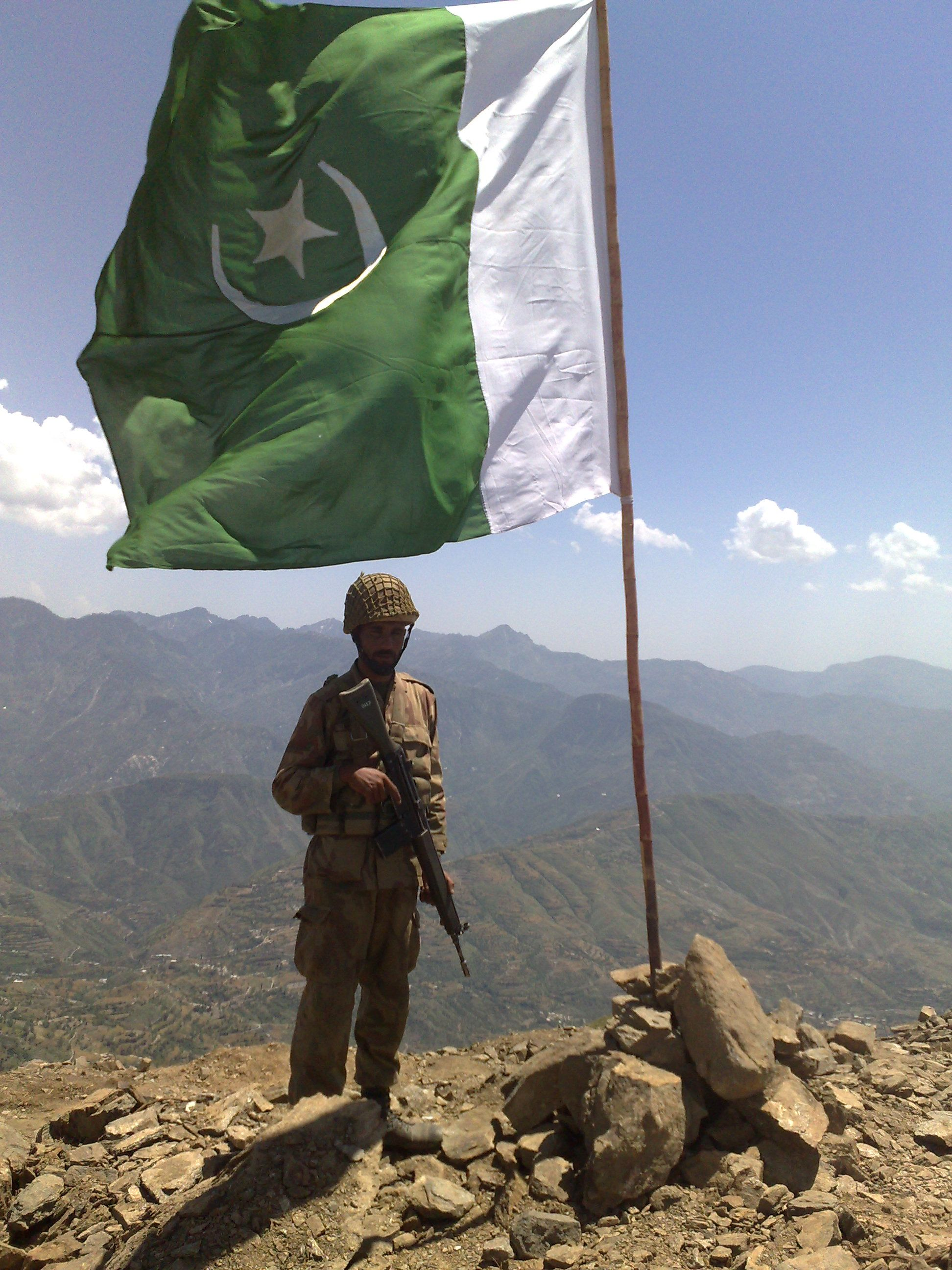
Lính Pakistan mang biến thể G3A4 theo bên mình sau Cuộc nổi dậy ở Khyber Pakhtunkhwa tại điểm cao nhất trong thung lũng Swat vào ngày 12 tháng 5 năm 2009

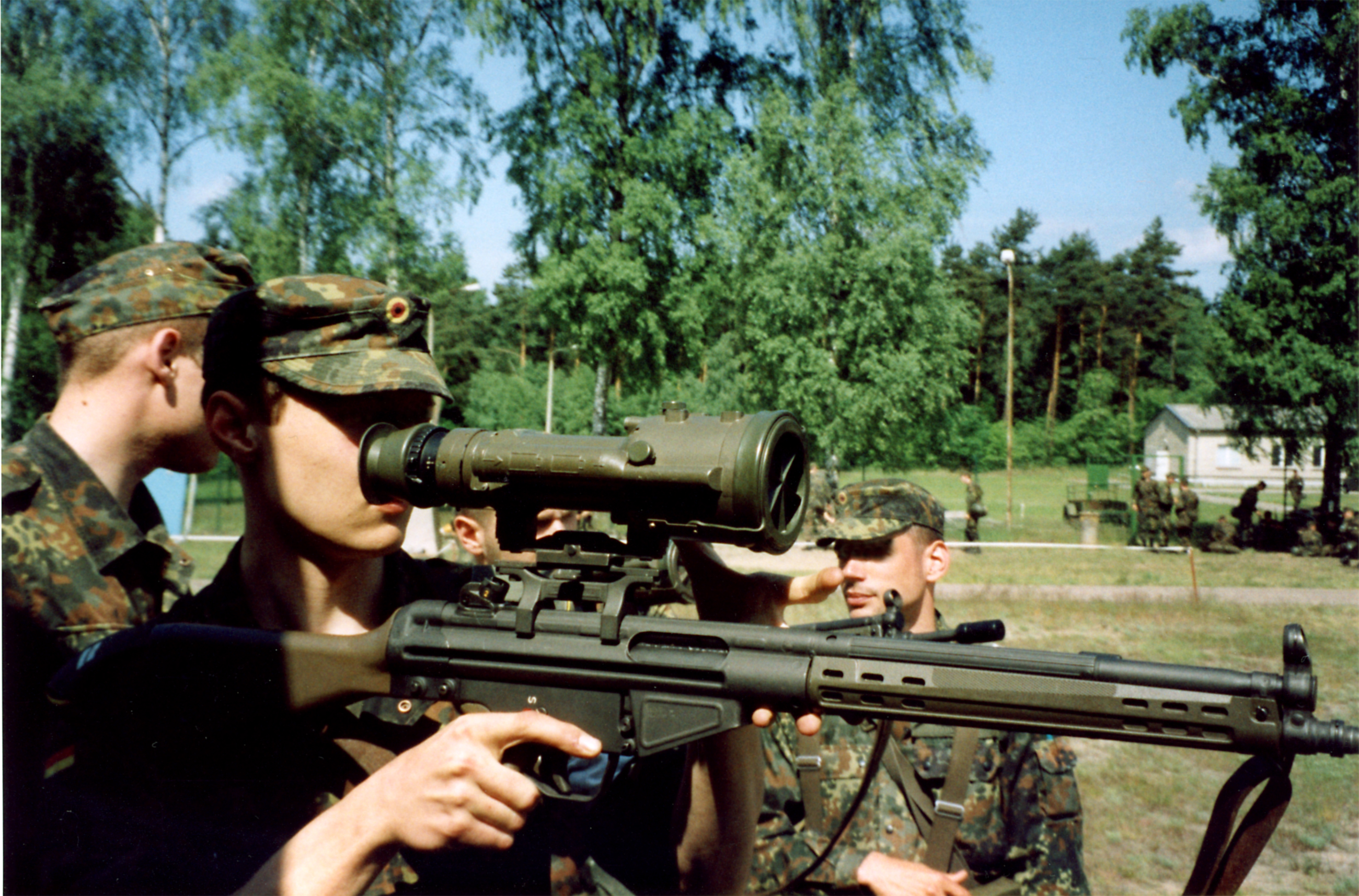
Lính Bundeswehr của Đức với một khẩu G3 được trang bị kính nhìn đêm FERO-Z51

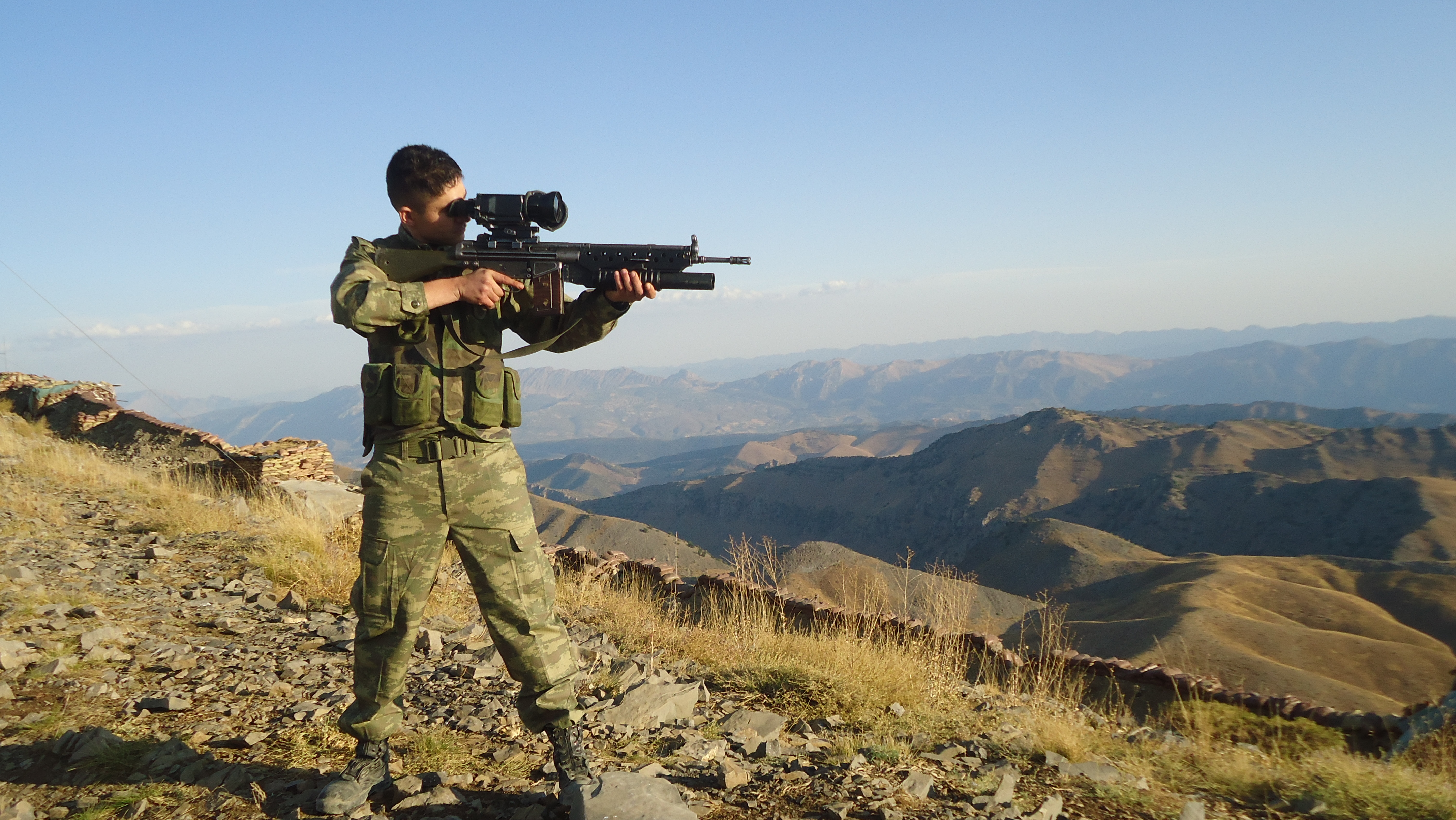
Một sĩ quan của Lực lượng Thổ Nhĩ Kỳ sử dụng G3A7 với kính ngắm Engerek 3+ và súng phóng lựu T-40 ở Bắc Iraq

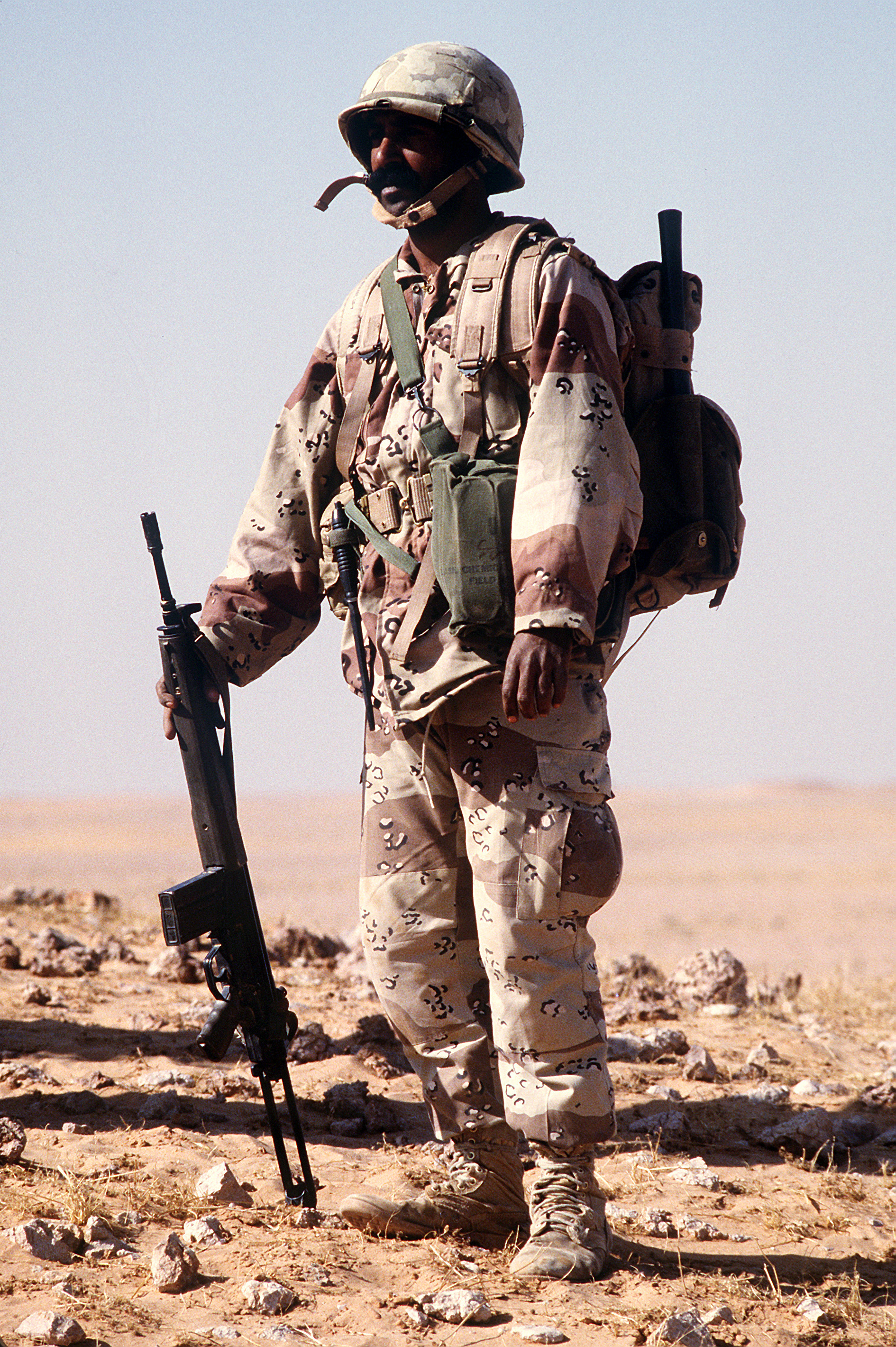
Một binh sĩ Ả Rập Xê-út với súng trường G3A4 trong Chiến dịch Tấm khiên Sa mạc

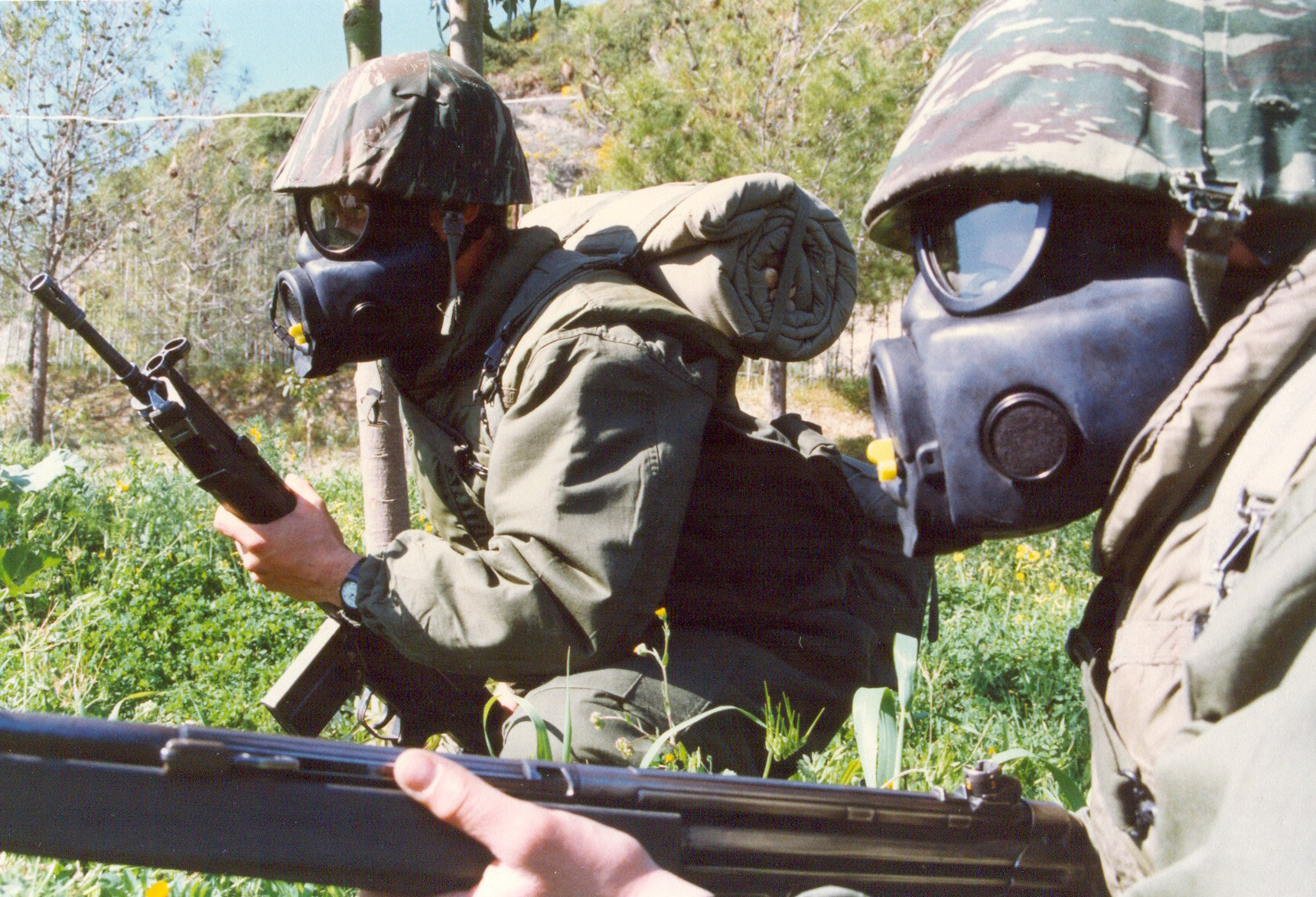
Những người lính Hy Lạp trong trang phục NBC với những khẩu G3 do Hy Lạp sản xuất

Lính của Quân đội Bồ Đào Nha sử dụng một khẩu G3A3 do INDEP sản xuất

- Afghanistan: - Sử dụng những khẩu G3 do Iran và Thổ Nhĩ Kỳ sản xuất[11]
- Angola[12]
- Argentina - Grupo Halcón (Nhóm hoạt động đặc biệt của cảnh sát Buenos Aires)[13]
- Bahrain[12]
- Bangladesh: - Được sản xuất bởi các nhà máy của Bangladesh[14]
- Brasil: Súng trường G3 bị tịch thu và được sử dụng với số lượng hạn chế bởi Cảnh sát dân sự Rio de Janeiro. G3A3, G3A4 và G3SG1 được sử dụng bởi lực lượng đặc biệt. G3A4 và G3SG1 được lực lượng cảnh sát sử dụng. G3SG1 được BOPE sử dụng.
- Bolivia[12]
- Botswana[15]
- Brunei[12]
- Burkina Faso[12] - Sử dụng G3 được chế tạo bởi Pháp[16]
- Burundi[12]
- Cameroon[12]
- Chad[12]
- Trung Phi[17]
- Chile[12]
- Colombia[12] - Ban đầu, vào năm 1975, Heckler & Koch bán cho Indumil giấy phép sản xuất súng trường G3, súng tiểu liên MP5 và súng máy HK21. Sau đó được thay thế trong dịch vụ bởi IMI Galil.
- Cộng hòa Congo - Được sử dụng bởi dân quân Cocoye trong Nội chiến Congo[18]
- Côte d'Ivoire[12] - Sử dụng G3 được chế tạo bởi Pháp[16]
- Croatia[12]
- Cyprus[12]
- Djibouti[12]
- Dominican Republic[12]
- El Salvador[12]
- Estonia: - Sử dụng biến thể Ak4 và AG-3F2..[19]
- Ethiopia[20]
- Gabon[12] - Sử dung G3 được chế tạo bởi Pháp[16]
- Đức: - Được Quân đội Đức sử dụng từ những năm 1950 cho đến giữa những năm 1990 làm súng trường phục vụ chính. Ban đầu được thay thế bằng HK G41 và G11, việc cắt giảm ngân sách sau thống nhất đã buộc phải mua HK G36 để thay thế. Một số lượng lớn vẫn còn trong kho, và được sử dụng trong các nhiệm vụ triển khai ở nước ngoài như một khẩu súng trường thiện xạ được chỉ định. Một số biến thể vẫn được sử dụng bởi lực lượng biên phòng và lực lượng cảnh sát..[12]
- Ghana[12]
- Hy Lạp: - HK G3A3 đã thay thế khẩu M1 Garand của Mỹ vào cuối những năm 1970 và được sản xuất theo giấy phép bởi Elliniki Biomihania Oplon (EBO) (nay là Ellinika Amyntika Systimata (EAS))[21] (bây giờ là Ellinika Amyntika Systimata (EAS)).[22]
- Guyana[12]
- Haiti[12]
- Iceland: - AG-3 được cung cấp từ Na Uy[23]
- Indonesia: - [20] Lực lượng đặc biệt TNI-AU (Không quân Indonesia) (Korps Pasukan Khas (Paskhas)) đã sử dụng G3 làm vũ khí tiêu chuẩn của họ cùng với AK-47 kể từ đầu thập niên 60 trong Chiến dịch Trikora ở Tây New Guinea. Nó đã được thay thế bởi Colt M16A3. G3 hiện đang được sử dụng trong các đơn vị dự bị và đào tạo.
- Iran: - Được sản xuất tại địa phương bởi Tổ chức Công nghiệp Quốc phòng với tên gọi G3A6. Một biến thể bullpup được gọi là G3-A3[24]
- Iraq[12]
  -  Kurdistan: Khoảng 8000 khẩu súng trường G3.[25]
- Ireland[12]
- Jordan[12]
- Kenya[12]
- Latvia: - : Biến thể AK4 được Vệ binh Quốc gia sử dụng , Đang được thay thế bởi G36[12]
- Kuwait:[26]
- Lebanon:[12] - Sử dung G3 được chế tạo bởi Pháp[16]
- Libya[12]
- Litva: Biến thể AK4 được sử dụng bởi Lực lượng vũ trang Litva và Lực lượng tình nguyện phòng thủ quốc gia Litva.
- Lithuania: - Biến thể Ak4 được sử dụng bởi Lực lượng Vũ trang Litva[27] và Lực lượng Tình nguyện Quốc phòng Litva..
- Malawi[12]
- Malaysia: - Quân đội Malaysia và Cảnh sát Hoàng gia Malaysia đã sử dụng G3A4 làm vũ khí tiêu chuẩn của họ cùng với HK33 kể từ đầu những năm 1970 trong Nổi dậy cộng sản Malaysia (1968-1989). Khẩu G3 / SG-1 được sử dụng bởi cả đội bắn tỉa của lực lượng đặc nhiệm quân đội và cảnh sát. Nó đã được thay thế bởi Colt M16A1. G3 / SG-1 hiện đang được sử dụng trong các đơn vị dự bị và bán quân sự[12]
- Mauritania:[20] - Sử dụng G3 được sản xuất bởi Pháp[16]
- Mauritius: - Cựu súng trường chiến đấu chủ lực của Quân đội Mauritius . Dự trữ để huấn luyện. Vẫn được sử dụng với số lượng hạn chế với lực lượng cảnh sát chống bạo động.
- Mexico: - [12] Được sản xuất theo giấy phép của Departamento de la Industria Militar, Dirección General de Fábricas de la Defensa, dần được thay thế bằng FX-05 Xiuhcoatl
- Morocco[12]
- Myanmar[12]
- Niger[12] - Sử dụng G3 được sản xuất bởi Pháp[16]
- Nigeria: - Được sản xuất theo giấy phép của Tập đoàn Công nghiệp Quốc phòng[28]
- North Macedonia: - Được sử dụng bởi Quân đội Cộng hòa Bắc Macedonia.
- Na Uy: - Biến thể sản xuất trong nước có tên AG-3. Phục vụ trong Quân đội Na Uy từ năm 1968 đến năm 2008. Phần lớn đã bị loại bỏ trong Lực lượng Bảo vệ Nhà (HV), một số đơn vị HV cuối cùng vẫn sử dụng nó, sẽ chuyển đổi sang HK416 vào cuối năm 2022.[29]
- Pakistan - Được sản xuất tại địa phương bởi các nhà máy của Pakistan và được chỉ định là G3P4[30][31]
- Papua New Guinea[32]
- Paraguay[20]
- Peru[12]
- Philippines[20]
- Bồ Đào Nha[12] - Phiên bản G3A3 và A4. G3 là súng trường được cấp theo tiêu chuẩn của Lực lượng Vũ trang Bồ Đào Nha từ năm 1963 đến khoảng năm 2020. Được sử dụng để sản xuất theo giấy phép bởi Fábrica de Braço de Prata trước khi nó ngừng hoạt động. Năm 2019, nó đã được thông báo rằng nó sẽ được thay thế bởi FN SCAR.[33]
- Qatar[12]
- Rwanda[12]
- Saudi Arabia - [12] Được sản xuất theo giấy phép của Tập đoàn Công nghiệp Quân sự, Tổng Tổ chức Công nghiệp Quân sự tại Alkharj[34]
- Sierra Leone: 8000 khẩu nhận được từ Vương quốc Anh và Nigeria trong những năm 1970 và 1980. Một số mẫu G3 do Iran sản xuất cũng đã được thu hồi.[35]
- Somalia[12]
- Senegal[12][36]
- Serbia - Được sử dụng bởi Lực lượng đặc biệt.[37]
- Nam Phi - Được sử dụng bởi Lực lượng đặc biệt[12]
- Nam Sudan[38]
- Sudan - Được thực hiện theo giấy phép bởi Tập đoàn công nghiệp quân sự với tên Dinar.[39]
- Thụy Điển - Được sản xuất bởi ba nhà sản xuất, Heckler & Koch ở Đức, và theo giấy phép của Husqvarna Vapenfabrik (1965 Hóa70) và Carl Gustaf Gevärsfaktori (1965, 8080) sau đó được đổi tên thành  Förenade Fabriksverken  (FFV) 4  ( Automatkarbin 4 ).[40] Hai biến thể phụ được biết là tồn tại, một biến thể được trang bị thanh ray và Aimpoint (Ak4 B) và biến thể còn lại có kính ngắm 4×, Hensoldt ZF4 × 24 (Ak 4OR). Nó đã được thay thế bằng Ak 5 ( Automatkarbin 5 ; phiên bản sửa đổi của FN FNC) trong quân đội chính quy. Ak 4B và Ak 4OR, đôi khi kết hợp với súng phóng lựu M203, vẫn được sử dụng trong  Hemvärnet - Nationella skyddsstyrkorna . Khoảng 5000 đơn vị đã nhận được G3 điều chỉnh báng súng mới từ năm 2016.
- Syria: Những khẩu G3A3 và G3A4 được sử dụng làm súng trường thiện xạ được chỉ định bởi Vệ binh Cộng hòa.[41]
- Tanzania[12]
- Togo[12]
- Thổ Nhĩ Kỳ - Được sản xuất theo giấy phép bởi Makina ve Kimya Endüstrisi Kurumu (MKEK) ("Tập đoàn công nghiệp cơ khí và hóa học") với tên gọi G3A7 và G3A7A1.[21][42] Được thay thế bởi MPT-76.[43]
- Uganda[12]
- United Arab Emirates[12]
- Anh Quốc - G3KA4 được Quân đội Anh chỉ định là L100A1.[44]
- Hoa Kỳ - Được sử dụng bởi Biệt kích Hải quân SEAL trong Chiến tranh Việt Nam. Phiên bản do Hoa Kỳ sản xuất, được sản xuất với số lượng nhỏ bởi Harrington và Richardson, được gọi là "T223" và là bản sao 5.56 của H&K G3 tương tự như H&K33.[45][46]
- Zambia[12]
- Zimbabwe[20]

### Trước đây
- Đan Mạch - G3A5, với tên Gevær Model 1966 (Gv M / 66). Một biến thể khác, được chỉ định là Gevær Model 1975 (Gv M / 75) được cho thuê từ chính phủ Đức. L[20] Tất cả G3 trong dịch vụ của Đan Mạch đang được thay thế bởi Diemaco C7 (Gv m / 95) và Diemaco C8 (Gv m / 96).
- Georgia - Những khẩu G3 do Thổ Nhĩ Kỳ chế tạo được sử dụng bởi Lực lượng đặc biệt.[47] G3s were also used by Georgian contingent in Kosovo[48]
- Rhodesia - Những khẩu G3 được chế tạo của Bồ Đào Nha được sử dụng bởi các đơn vị phụ trợ hoặc dự bị của Lực lượng An ninh Rhodesia[49][50][51]
- Nam Phi - Súng trường tiêu chuẩn của Thủy quân lục chiến và Không quân Nam Phi, cũng như trong Lực lượng Lãnh thổ Tây Nam Phi cho đến khi nó được thay thế bằng súng trường tấn công R4 vào những năm 1980[20]
- Zaire[20]

#### Không phải là một quốc gia
- Lực lượng Dân chủ Giải phóng Rwanda (tại Cộng hòa Dân chủ Congo)[52]
- Provisional IRA - 100 khẩu bị đánh cắp từ căn cứ Dự trữ Na Uy gần Oslo, 1984[53]
- ISIL[54]
- Quân kháng chiến của Chúa[55]
- Phong trào nhân dân giải phóng Azawad[56]
- Mặt trận thống nhất cách mạng [57]